# 小行星4724
小行星4724（4724 Brocken）是一颗绕太阳运转的小行星，为主小行星带小行星。该小行星于1961年1月18日发现。

## 轨道参数
小行星4724的轨道半长轴为2.2233269 UA，离心率为0.193。